# Cingulina isseli
Cingulina isseli is een slakkensoort uit de familie van de Pyramidellidae. De wetenschappelijke naam van de soort is voor het eerst geldig gepubliceerd in 1886 door Tryon. De soort is vernoemd naar de Italiaanse geoloog, paleontoloog en malacoloog Arturo Issel (1842-1922).